# Sclerophrys pantherina
Sclerophrys pantherina, tidigare känd som Amietophrynus pantherinus, är en groddjursart som först beskrevs av Smith 1828. Den ingår i släktet Sclerophrys och familjen paddor. Arten finns endast i den sydväxtra spetsen på Afrika; IUCN kategoriserar arten som starkt hotad. Inga underarter finns listade i Catalogue of Life.

## Taxonomi
Arten var tidigare känd som Amietophrynus pantherinus, men bytte namn till Sclerophrys pantherina 2016.

## Beskrivning
Sclerophrys pantherina är en kraftigt byggd groda, honorna, som är större än hanarna, kan bli upptill 122 mm långa från nos till kloak, och parotoidkörtlarna är stora och tydliga. Ryggen har rödbruna fläckar med svarta konturer på ljusgul botten, och en tunn, blek linje längs ryggen. Nosspetsen och magen saknar några markeringar.

## Utbredning och hot
Arten finns endast i Sydafrika, där den är endemisk för Västra Kapprovinsen. Den lever i ett antal kraftigt fragmenterade, minskande populationer, på en total yta av 405 km2, och är globalt rödlistad av den Internationella naturvårdsunionen (IUCN) som starkt hotad ("EN"). Främsta orsakerna till minskningen är, förutom den starka fragmenteringen, det ökande jordbruket och byggnationen.

## Ekologi
Sclerophrys pantherina söker mat på land, det är vanligt att de besöker gräshedar i anslutning till fynbos, åkermark, parker och villaträdgårdar, men den håller sig vanligen i närheten av vatten. Arten är bland annat känd för att gärna ta snäckor.
Arten leker i våtmarker, dammar, mindre vattensamlingar, både permanenta och temporära samt långsamflytande vattendrag under juli till september, och involverar ett mycket stort antal individer. Den egentliga leken är kort men intensiv och varar bara 4 till 5 nätter. Trots det stora antalet lekande par förekommer det ingen kamp om honor som redan är engagerade i amplexus från de övriga hanarnas sida, något som annars är vanligt bland många grodarter. Äggen läggs i samlingar om upptill 25 000 ägg i grunda kärr. Förvandlingen, då ynglen gradvis förlorar sina gälar och svans samt utvecklar bakben, äger rum i mitten på december.

## Bildgalleri

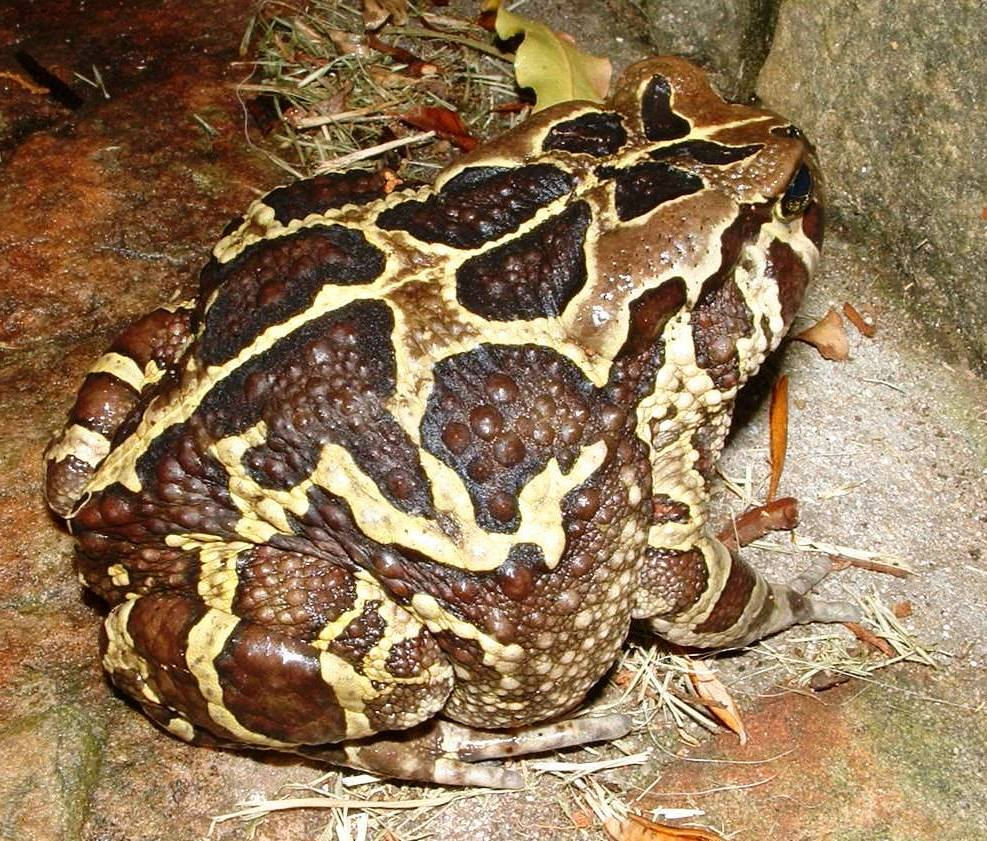
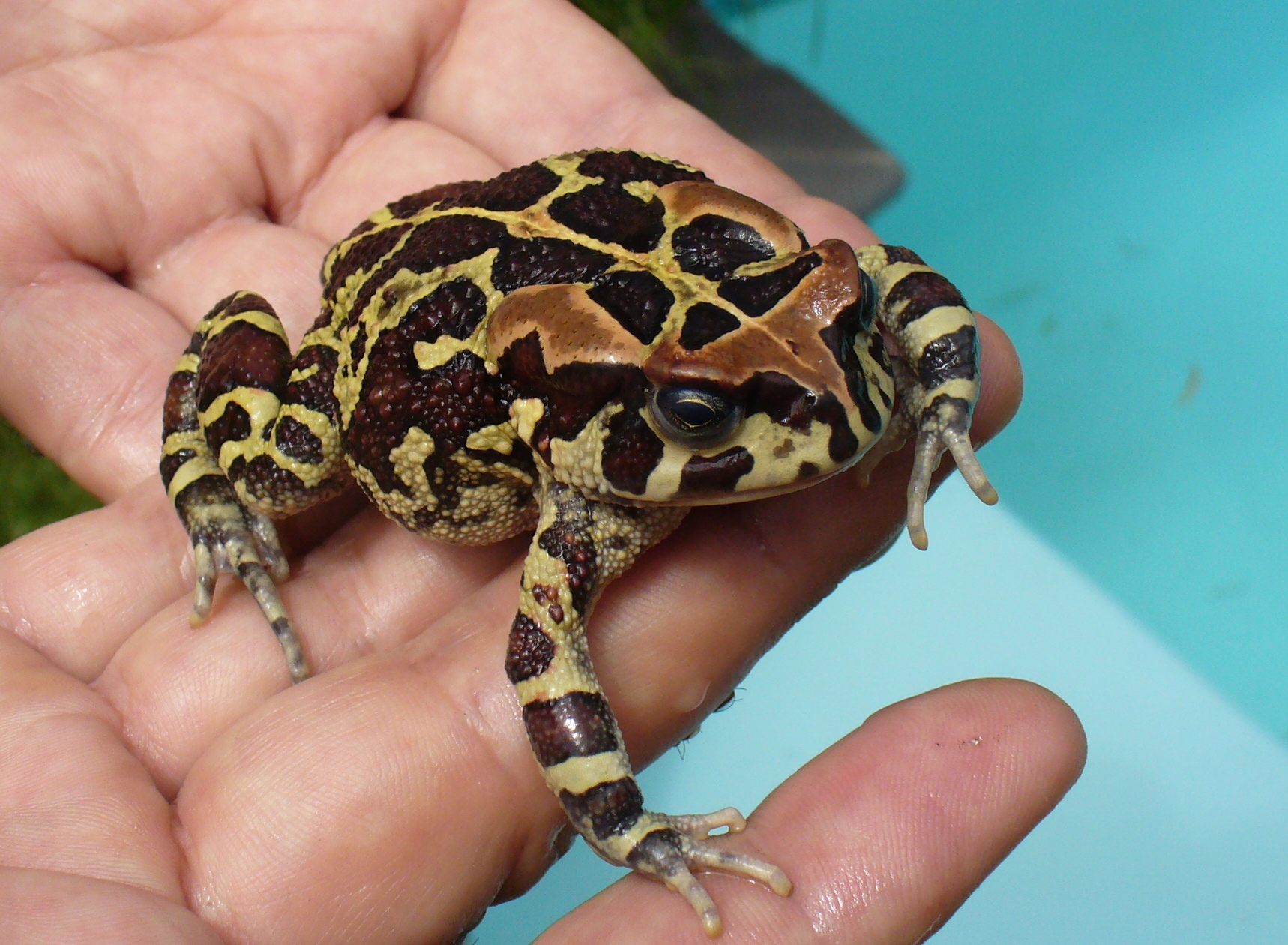
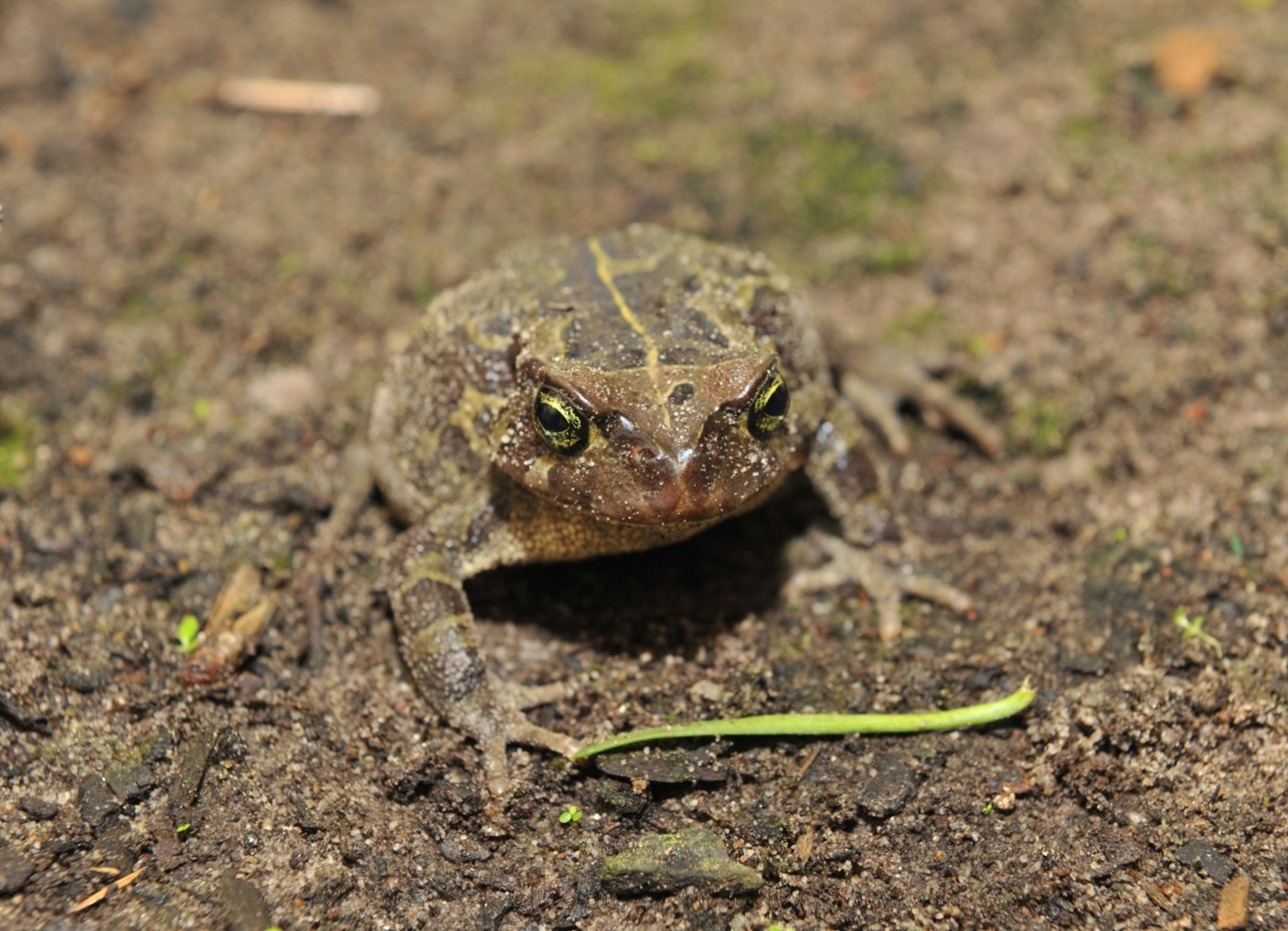
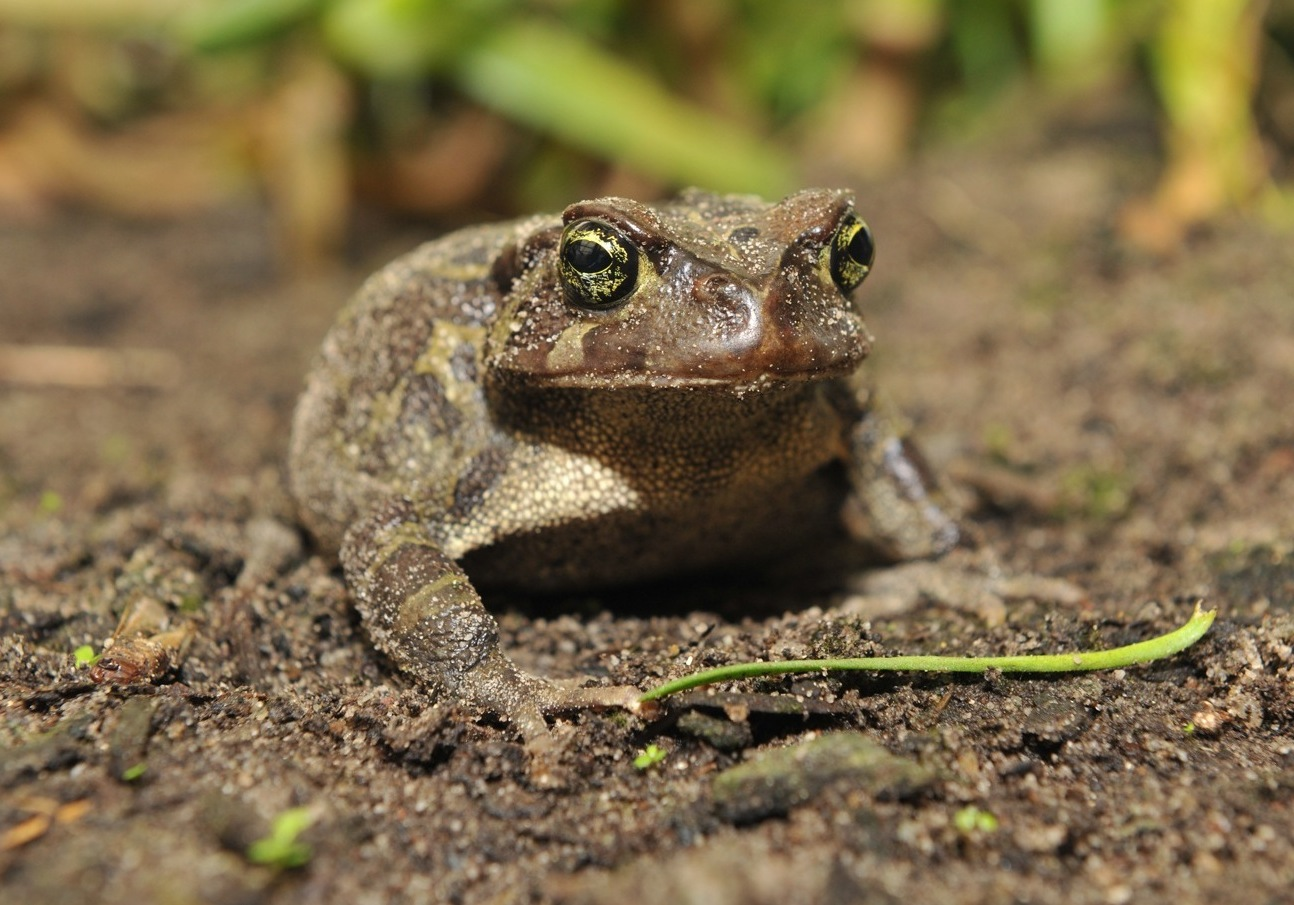